# Under Pressure (Logic)
Under Pressure è l'album di debutto del rapper statunitense Logic, pubblicato il 21 ottobre 2014. L'album è stato sviluppato e composto nel corso di diversi anni, ma è stato registrato in due settimane nei primi mesi del 2014. È prodotto principalmente da No I.D., anche se ha visto la collaborazione di diversi producer, tra gli altri DJ Khalil, S1 e 6ix. Under Pressure è prodotto da Visionary Music Group e dalla Def Jam e non presenta collaborazioni artistiche. Gli unici featuring accreditati sono quelli di Big Sean e di Childish Gambino nell'edizione deluxe dell'album.
L'album ha ricevuto generalmente recensioni positive da parte della critica, debuttando al quarto posto nella Billboard 200 e vendendo l'equivalente di 72.000 album nella sua prima settimana. Il sito Metacritic gli assegna un punteggio di 72/100.
È citato tra le menzioni d'onore della lista dei migliori album del 2014 di Billboard. Complex, HipHopDX e Vibe lo inseriscono nelle proprie liste dei migliori album del 2014.
| Recensione    | Giudizio |
| ------------- | -------- |
| AllMusic      | [ 8 ]    |
| HipHopDX      | [ 9 ]    |
| XXL           | [ 10 ]   |
| Rolling Stone | [ 11 ]   |
| Exclaim!      | [ 12 ]   |
| RapReviews    | [ 13 ]   |

## Tracce
1. Intro – 3:02 (testo: Sir Robert Hall II, Arjun Ivatury, Norman Whiteside – musica: 6ix)
2. Soul Food – 4:52 (testo: Sir Robert Hall II, Khalil, Abdul-Rahman, Alkebulan Williams, Ivatury – musica: Alkebulan, DJ Khalil, 6ix)
3. I'm Gone – 4:42 (testo: Sir Robert Hall II, Ivatury, Arthur Ross, Leon Ware, Jacob Dutton, Jessica Andrea – musica: 6ix, Jake One)
4. Gang Related – 2:47 (testo: Sir Robert Hall II, Ivatury, Lawrence Parker, Praveen Sharma, Travis Stewart – musica: 6ix)
5. Buried Alive – 5:37 (testo: Sir Robert Hall II, David Cunningham – musica: Dun Deal, Logic)
6. Bounce – 4:04 (testo: Sir Robert Hall II, Larry Griffin, Jr. Mark Landon – musica: S1, M-Phazes)
7. Growing Pains III – 4:06 (testo: Sir Robert Hall II, Donte Perkins, Adam Feeney – musica: Tae Beast, Skhye Hutch, Frank Dukes, 6ix)
8. Never Enough – 4:22 (testo: Sir Robert Hall II, Dacoury Natche, Feeney, André Benjamin, Patrick Brown, Raymon Murray, Antwan Patton, Rico Wade, Scott Mescudi, Evan Mast Michael Stroud – musica: DJ Dahi, Frank Dukes)
9. Metropolis – 4:55 (testo: Sir Robert Hall II, Robin Tadross – musica: Rob Knox, Logic)
10. Nikki – 3:23 (testo: Sir Robert Hall II, Ivatury, Narada Michael Walden – musica: Logic, 6ix)
11. Under Pressure – 9:19 (testo: Sir Robert Hall II, Minta Notini, Lindsey Lohan, Rob Kinelski, Adam Gusterson, Robert Mellin, Guy Wood, George Clinton, William Collins, Lorenzo Patterson, Abrim Tilmon, Bernie Worrell, Eric Wright, Andre Young, Steve Wyreman, Claire Courchene, Kevin Randolph – musica: Logic)
12. Till The End – 5:14 (testo: Sir Robert Hall II, Griffin, Jr., Landon, Diondria Thornton, Christopher Holmes – musica: 6ix, M-Phazes)

Edizione deluxe (Tracce bonus)
1. Driving Ms. Daisy (featuring Childish Gambino) – 4:00 (testo: Sir Robert Hall II, Ivatury, Donald Glover, Pharrell Williams – musica: Logic, 6ix)
2. Now – 3:33 (testo: Sir Robert Hall II, Ivatury, Jeremy McArthur, Steve Thornton – musica: 6ix, Arthur McArthur, Swiff D)
3. Alright (featuring Big Sean) – 3:38 (testo: Sir Robert Hall II, Perkins, Sean Anderson, Antony Ryan, Robin Saville – musica: Tae Beast)

## Classifiche

### Classifiche settimanali
| Classifica (2014)         | Posizione massima |
| ------------------------- | ----------------- |
| Belgio                    | 173               |
| Canada                    | 8                 |
| Nuova Zelanda             | 26                |
| Regno Unito               | 88                |
| Stati Uniti               | 4                 |
| Stati Uniti (digital)     | 2                 |
| Stati Uniti (R&B/hip-hop) | 2                 |
| Stati Uniti (rap)         | 2                 |
| Stati Uniti (tastemaker)  | 11                |

### Classifiche di fine anno
| Classifica (2014)         | Posizione massima |
| ------------------------- | ----------------- |
| Stati Uniti (digital)     | 2                 |
| Stati Uniti (R&B/hip-hop) | 42                |
| Stati Uniti (rap)         | 24                |
| Classifica (2015)         | Posizione massima |
| Stati Uniti (R&B/hip-hop) | 43                |
| Classifica (2016)         | Posizione massima |
| Stati Uniti               | 193               |